# Schüttelpumpe
Eine Schüttelpumpe ist eine Pumpe zum Umfüllen von Flüssigkeiten.
Sie basiert auf dem Prinzip der Kommunizierenden Röhren und weist an der Ansaugstelle ein Rückschlagventil auf. Durch Schütteln des Ansaugstücks mit dem Rückschlagventil wird unter Ausnutzung der Massenträgheit der anzusaugenden Flüssigkeit diese nach und nach in den hinter dem Ansaugstück angeschlossenen Schlauch befördert, solange bis die Flüssigkeitssäule umkippt, also das nach unten weisende Ende der Flüssigkeitssäule schwerer als das nach oben weisende Ende der Flüssigkeitssäule ist. Die Flüssigkeit wird nun durch die Gravitationskraft, welche auf die beiden Flüssigkeitssäulen (aufwärtige Säule und abwärtige Säule) wirkt, angetrieben und muss nur noch die Strömungswiderstände am Rückschlagventil und im Schlauch überwinden.